# The Cincinnati Kid
The Cincinnati Kid is een Amerikaanse dramafilm uit 1965 onder regie van Norman Jewison.

## Verhaal
The Kid is een behendig pokerspeler in New Orleans. Om de beste speler van de stad te worden zal hij eerst Lancey Howard moeten verslaan. Er volgt een spannende wedstrijd tussen de beide mannen.

## Rolverdeling
| Acteur             | Personage          |
| ------------------ | ------------------ |
| Steve McQueen      | The Cincinnati Kid |
| Ann-Margret        | Melba              |
| Karl Malden        | Shooter            |
| Tuesday Weld       | Christian          |
| Edward G. Robinson | Lancey Howard      |
| Joan Blondell      | Lady Fingers       |
| Rip Torn           | Slade              |
| Jack Weston        | Pig                |
| Cab Calloway       | Yeller             |
| Jeff Corey         | Hoban              |
| Theodore Marcuse   | Felix              |
| Milton Selzer      | Sokal              |
| Karl Swenson       | Mr. Rudd           |
| Émile Genest       | Cajun              |
| Ron Soble          | Danny              |